# Heterixalus rutenbergi
Heterixalus rutenbergi là một loài ếch thuộc họ Hyperoliidae.
Đây là loài đặc hữu của Madagascar.
Môi trường sống tự nhiên của chúng là đồng cỏ nhiệt đới hoặc cận nhiệt đới vùng đất cao, đầm nước, đầm nước ngọt, đầm nước ngọt có nước theo mùa, và đất canh tác.
Chúng hiện đang bị đe dọa vì mất môi trường sống.